# Cartaxo (freguesia)
Cartaxo is een plaats (freguesia) in de Portugese gemeente Cartaxo en telt 10 115 inwoners (2001).